# Historie teroristických organizací na Blízkém a Středním východě
Vývoj arabského světa v novodobé historii je propojený s vývojem terorismu. Arabské dějiny jsou ovlivněné terorismem a terorismus ovlivňuje arabské dějiny. Hlavní spojnicí vzájemné propojenosti je islám. Teroristické hnutí na Blízkém a Středním východu lze rozdělit do dvou hlavních proudů. Jedná se o terorismus nacionalistický a terorismus náboženský. Vzhledem k tomu, že některé cíle obou směrů byly podobné, docházelo v první polovině 20. století k jejich propojení.
Terorismus nacionalistický probíhal od roku 1920 až do roku 1980. Hlavním motivem tohoto proudu byl národně osvobozenecký boj a oblast hlavního zájmu se stala Palestina. Využití násilí bylo hlavní metodou, která směřovala k naplnění nacionalistických cílů a prosazení národnostních požadavků, zejména práva na sebeurčení. Směr vychází z nacionalismu a náboženské vyznání jeho aktérů hraje druhořadou roli. Útoky byly nasměrovány především na osobnosti z politického prostředí a nejčastějším způsobem útoku byly únosy letadel. Nikdy neusiloval o kvantitativní dosah svých činů, co se obětí týká. Stejně tak, neprosazuje násilí jako prvotní způsob boje, ale je přístupný i ke kompromisům v podobě politického vyjednávání. 
Terorismus náboženský se rozšiřuje zejména od 80. let 20. století. Cílem útoků tohoto směru už nejsou politické osobnosti, ale náhodní civilisté. Hlavní myšlenkou je islámská ideologie, která vzniká na náboženských základech a druhotným projevem jsou další znaky, jako je národnost či jazyk. Islamismus vychází z konzervativního hnutí wahhábismu, jehož počátky lze vystopovat v Saúdské Arábii. Hlavní myšlenkou je čistota islámu a eliminace jakýchkoliv prvků modernismu. Stoupenci tohoto hnutí se potýkali s roztříštěností názorů, až na základní myšlenku implementace šaríi do společenského života. I v tomto směru lze vypozorovat rozdílnost názorů, které dávají podnět k rozdělení na umírněné a radikální členy. Tato rozdílnost se projevuje zejména v použití metod a způsobu boje. Radikální část se často projevuje jako fanatická, která je motivovaná zejména pocitem ohrožení.
Jedny z nejznámějších teroristických organizací v historii lidstva, patřící do skupiny náboženského terorismu je Al-Káida nebo v poslední době aktivní Islámský stát. Oproti předešlým teroristickým skupinám se tyto skupiny vymykají svou radikalizací, odhodláním, způsobem boje a použitými prostředky. Jejich aktivity přesahují oblast Blízkého a Středního východu a ovlivňují zahraniční politiku mnoha států. Jsou schopné aplikovat nejmodernější technologie, jako jsou nové zbraně a informační technologie, díky kterým jsou v neustálém kontaktu se svými následovníky v dalších zemích. Společným znakem obou seskupení je uznávání šárii. Organizace jsou velmi dobře vnitřně organizované. Disponují stovky miliony dolarů, které původně získala dotacemi z Perského zálivu. Dnes jsou financovány z vlastních zdrojů, zejména díky nelegální činnosti, jako jsou loupeže, výkupné, daňové podvody, prodej ropy a vykořisťování obyvatel. Jsou vybaveny i značným zbrojním arzenálem, mezi které patří vrtulníky, transportéry, kulomety, letadla a další zbraně.